# Pilar Velázquez
Pilar Velázquez Llorente (Madrid, 13 de febrero de 1946) es una actriz española.

## Biografía
Al finalizar sus estudios de Bachillerato entra como meritoria en el Teatro Español en 1964 y debuta con la obra Caminos de Damasco, a las que seguirían El hilo rojo, con Vicente Parra, Adán 67, con José María Rodero, Sólo Dios puede juzgarme, Anillos para una dama (1973) o La muralla china.
Su carrera cinematográfica se desarrolló fundamentalmente entre 1966 y 1977, compaginando las pantallas españolas con las italianas. Aunque abordó casi todos los géneros, se desenvolvió preferentemente en comedias ligeras, películas eróticas y thrillers. 
Pueden mencionarse en su filmografía títulos como Los chicos con las chicas (1967), Operación Mata-Hari (1968), Las amigas (1969), El Cristo del océano (1971), Juego sucio en Panamá (1974), Adulterio a la española (1975) y Tatuaje (1976).  
A mediados de los años setenta trabaja como presentadora, primero junto a María Salerno en la última etapa del programa de Valerio Lazarov ¡Señoras y señores! en 1975 sustituyendo a María José Cantudo y Ángela Carrasco. Después, en 1976, reemplazó a Bárbara Rey en la presentación del programa musical Palmarés de Enrique Martí Maqueda.
En 1979 contrae matrimonio con el cantante Miguel Gallardo y se retira de  gran pantalla. El matrimonio tuvo un hijo, Alejandro, nacido el 16 de enero de 1981. Ella sólo regresaría en 1996 para intervenir en Pon un hombre en tu vida, de Eva Lesmes.
Si bien su debut es anterior, pudiendo mencionarse entre sus previas experiencias La pequeña cabaña de André Roussin, es desde los años ochenta cuando con mayor énfasis ha centrado su carrera en el teatro: Una hora sin televisión (1987), con Manuel Tejada, El caballero de las espuelas de oro (1994) de Alejandro Casona, Las mujeres de Jack (1999), con Carlos Larrañaga, Que usted lo mate bien (2002), de Juan José Alonso Millán y La noche de la iguana (2009), de Tennessee Williams están entre su obras más destacadas. 
En televisión ha intervenido en las series Curro Jiménez (1976), Régimen abierto (1986) y Al salir de clase (1997-1998).